# Монтефальчоне
Монтефальчоне (італ. Montefalcione) — муніципалітет в Італії, у регіоні Кампанія, провінція Авелліно.
Монтефальчоне розташоване на відстані близько 230 км на південний схід від Рима, 60 км на схід від Неаполя, 10 км на північний схід від Авелліно.
Населення — 3365 осіб (2014).
Щорічний фестиваль відбувається 13 червня. Покровитель — Sant'Antonio di Padova.

## Демографія
Населення за роками:

Станом на 1 січня 2023 року в муніципалітеті офіційно проживали 52 іноземці з 18 країн, серед них 21 громадянин країн Євросоюзу та 18 громадян України.

## Сусідні муніципалітети
- Кандіда
- Лапіо
- Монтемілетто
- Паролізе
- Пратола-Серра